# ريتشارد براينت (مصور)
ريتشارد براينت (بالإنجليزية: Richard Bryant)‏ هو مصور بريطاني، ولد في 9 مارس 1947 في إنجلترا في المملكة المتحدة.

## وصلات خارجية
- الموقع الرسمي